# トム・ラ・ルファ
トム・ラ・ルファ（Tom La Ruffa、1984年5月4日 - ）は、フランスのプロレスラー。ニース出身。

## 来歴

### インディー団体
ランス・ストームが主宰するストーム・レスリング・アカデミー（Storm Wrestling Academy）出身。
2007年よりプロレスラーとしてのキャリアを開始。NWAのフランス支部であるICWA（International Catch Wrestling Alliance）を主戦場とし、1月31日にイーグルマスク（Eagle Mask）なるマスクマンとしてデビューし、ピエール・フォンテインとタッグを組んでUKピットブルズ（ビッグ・デイブ & ザ・バルク）と対戦した。
同年9月より活動の場をAWS（Alternative Wrestling Show）やEWF（Empire Wrestling Federation）といったアメリカのカリフォルニア州を拠点とするインディー団体にフレンチ・スタリオン（The French Stallion）のリングネームで参戦。ウィリー・マック、TJパーキンス、マイキー・ニコルスといったレスラーたちと試合を行った。

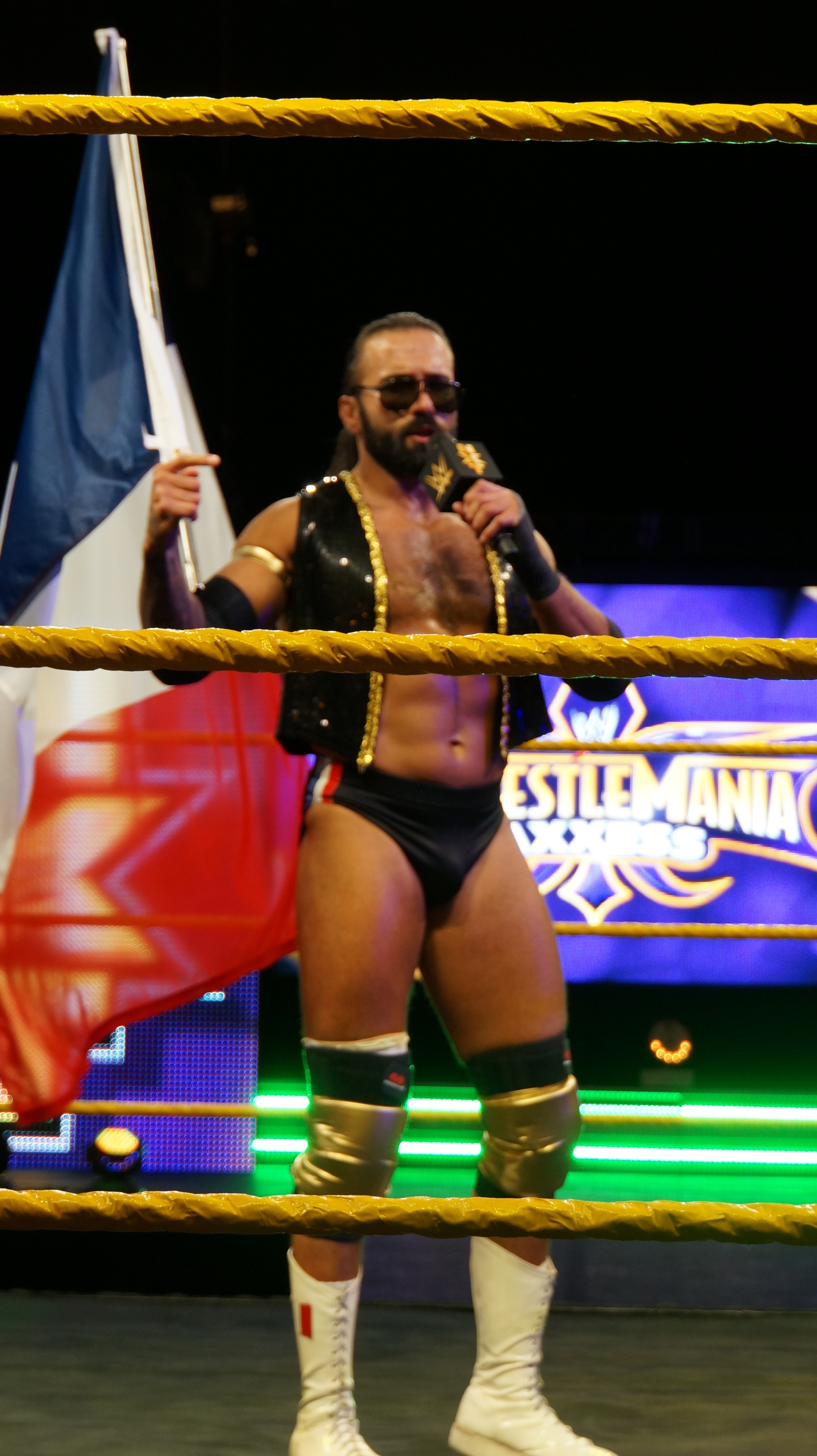
2014年

2008年6月より活動の場をフランスに戻すと一躍トップレスラーの一人としての待遇を受けるようになり、メタルマスター（チャド・マレンコ）とのシングルマッチやブライアン・ダニエルソンとタッグを組むなど活躍。2010年にはメジャープロレスラー育成を目指すリアリティーショーであるWorld of Hurtに参加。トレーナーはかつての師匠でもあるランス・ストームが担当していた。

### WWE
2012年8月、WWEとディベロップメント契約を交わし入団。傘下団体のNXTにてシルベスター・ルフォー（Sylvester Lefort）のリングネームでトレーニングを開始。
2013年5月より成金のフレンチギミックでサウザナーズ（ギャレット・ディラン & スコット・ドーソン）のマネージャーとして登場。8月にディランがWWEから解雇されるとドーソンの単独マネージャーとなる。しかし、ドーソンの新たな相棒を探すようになり、メイソン・ライアンを勧誘するも断られた上に馬鹿にされた事により因縁を付けた。9月にドーソン vs ライアンのカードを組まれたものの登場したのはアレクサンダー・ルセフであり、ライアンを仕留めた。ドーソンとルセフでファイティング・リージョナーズ（The Fighting Legionnaires）なるタッグチームを結成。エンツォ・アモーレ & コリン・キャサディとの抗争を展開し、10月30日にはドーソンが故障による欠場を受けて自身がルセフとタッグを組んでアモーレ & キャサディから勝利するもラナに唆されていたルセフから襲撃を受けた。11月6日にはルセフに対して金で解決をしようと試みたものの瞬殺されてしまい、ルセフがファイティング・リージョナーズから脱退したことによりタッグは解散となった。12月よりドーソンが復帰したことにより再びドーソンのマネージャーとして活動するが、直後にドーソンが故障したためにシングルへと転向。
2014年1月、新たなにマネージメントできるレスラーを探し回るが再びライアンに因縁を付けるようになり、2月5日に直接対決に挑むもコブラクラッチスラムの餌食となり瞬殺されてしまった。同月よりレスラーへと転向し、4月より同じフランス出身のレスラーであるマーカス・ルイスとリージョナーズ（The Legionnaires）なるタッグチームを結成して活動。5月8日にNXTにてカリスト & エル・ローカルと対戦するが敗戦した。8月21日、ボードビリアンズ（エイデン・イングリッシュ & サイモン・ゴッチ） vs アモーレ & キャサディの試合後、敗戦したアモーレに対して急襲して髭を剃り落とした。この行為により9月11日、Takeover Fatal 4 Wayにて遺恨戦としてアモーレとカベジェラ・コントラ・カベジェラマッチを行い敗戦するが難を逃れ逃走。代わりにルイスが捕えられて脱毛剤を頭から浴びせられてしまった。同月24日にはヘアアクセサリーヘッドギアを着用したルイスと組んでアモーレ & キャサディと対戦するも試合途中にルイスのヘッドギアが落ちてしまった隙を突かれて負け、10月15日にはアモーレ & キャサディとの再戦で試合開始早々に交代しようとした瞬間にルイスのヘッドギアを取ってしまった事から怒りの矛先を向けられて襲撃された。同月29日にルイスと決着戦を行うが敗戦した。
2015年6月24日、ジェイソン・ジョーダンとタッグを組んでアモーレ & キャサディと対戦するも2分で敗戦した。
2016年2月5日、WWEから解雇となる。

### TNA
2016年3月24日、TNAと契約を交わし入団。4月24日、iMPACT Wrestlingのテーピングにてバシール・バラッカ（Basille Baracca）のリングネームでNXT時代のパートナーであったバロン・ダックスとザ・トリビューナル（The Tribunal）なるタッグチームで登場。10人タッグマッチで勝利した。10月にTNAを退団。

## 得意技
フロッグ・スプラッシュ
ムーンサルトプレス
ジャーマンスープレックス
スーパーキック
ダイビング・ヘッドバット

## 獲得タイトル
ASW（All Star Wrestling）
- ASW世界ミッドヘビー級王座 : 1回